# Sandro Pertini
Alessandro "Sandro" Pertini  (San Giovanni di Stella, 25 de setembro de 1896 — Roma, 24 de fevereiro de 1990) foi um político italiano, 7° presidente da República. Terminado o mandato, assumiu o cargo de senador vitalício na qualidade de ex-presidente.
Pertini foi também jornalista e partigiano. Foi condenado à morte pelos fascistas por ser membro da resistência.
No dia 17 de novembro de 1980 foi agraciado com o Grande-Colar da Ordem Militar de Sant'Iago da Espada de Portugal.